# جامعة نيوكاسل (أستراليا)
جامعة نيوكاسل هي جامعة عامة في أستراليا تأسست عام 1965. تقع في مدينة نيوكاسل.

## إحصائيات
يبلغ عدد طلاب الجامعة 39,131 طالب، منهم 8,150 طالب دراسات عليا.